# USS Des Moines (CA-134)
USS Des Moines (CA-134) – jeden z trzech amerykańskich ciężkich krążowników typu Des Moines, który wszedł do służby już po zakończeniu II wojny światowej. Były to ostatnie amerykańskie krążowniki uzbrojone tylko w artylerię lufową.

## Historia
Krążownik został zwodowany 27 września 1946 roku w stoczni Fore River należącej do Bethlehem Steel Corporation w Quincy (Massachusetts) a 16 listopada 1948 roku oddany do służby w US Navy. Pierwszym dowódcą okrętu był komandor A. D. Chandler. Między 1949 a 1957 rokiem, co roku pełnił służbę na morzu śródziemnym jako okręt flagowy 6 floty. W 1952 roku a także od 1954 do 1957 odbywał rejsy szkoleniowe zawijając do portów Europy Północnej. W 1952, 1953 i 1955 roku krążownik brał udział w manewrach floty NATO. Ostatni raz był okrętem flagowym 6 floty w okresie od lutego 1958 roku do czerwca 1961 roku. 14 lipca 1961 roku krążownik został wycofany do rezerwy, zacumowany w Filadelfii i zakonserwowany. W 2006 roku okręt zaholowano do Brownsville w Teksasie gdzie został zezłomowany.